# Sorry Little Sarah
Sorry Little Sarah – debiutancki singel niemieckiego zespołu Blue System; wydany w październiku 1987 roku przez wytwórnię Hansa Records. Promował on pierwszy album zespołu, Walking on a Rainbow.

## Lista utworów

### Wydanie na 7"[1]
A. „Sorry Little Sarah” – 3:35
B. „Big Boys Don’t Cry” – 3:11

### Wydanie na 12"[2]
A. „Sorry Little Sarah (Long Version)” – 5:12
B. „Big Boys Don’t Cry (Long Version)” – 5:24
- Wersja (Long Version) nagrania „Sorry Little Sarah” znajduje się na albumie Walking on a Rainbow.
- Wersja (Long Version) nagrania „Big Boys Don’t Cry” różni się od tej znajdującej się na albumie Walking on a Rainbow, jest nieco dłuższa.

### Wydanie na 12" (New York Dance Mix)[3]
A. „Sorry Little Sarah (New York Dance Mix)” – 5:58
B. „Big Boys Don’t Cry (Long Version)” – 5:24
- Autorem remiksu na stronie A tego wydania jest D.J. George "Champion" Ludie.
- Elementy rapowane w remiksie na stronie A tego wydania wykonuje T.J. Bronx.

## Lista przebojów (1987)
| Państwo   | Szczytowe Miejsce |
| --------- | ----------------- |
| Niemcy    | 14                |
| Austria   | 10                |
| Grecja    | 12                |
| Hiszpania | 6                 |
| RPA       | 19                |

## Autorzy
- Muzyka: Dieter Bohlen
- Autor Tekstów: Dieter Bohlen
- Wokalista: Dieter Bohlen
- Producent: Dieter Bohlen
- Aranżacja: Dieter Bohlen
- Współproducent: Luis Rodríguez